# Oscarverleihung 1948
Übersicht aller ausgezeichneten Filme

◄◄ | ◄ | 1944 | 1945 | 1946 | 1947 | Oscarverleihung 1948 | 1949 | 1950 | 1951 | 1952 | ► | ►►

Weitere Ereignisse
Die Oscarverleihung 1948 fand am 20. März 1948 im Shrine Auditorium in Los Angeles statt. Es waren die 20th Annual Academy Awards. Im Jahr der Auszeichnung werden immer Filme des vergangenen Jahres ausgezeichnet, in diesem Fall also die Filme des Jahres 1947.
| Film                              | N | A |
| --------------------------------- | - | - |
| Tabu der Gerechten                | 8 | 3 |
| Geheimnisvolle Erbschaft          | 5 | 2 |
| Im Kreuzfeuer                     | 5 | 0 |
| Jede Frau braucht einen Engel     | 5 | 1 |
| Ein Doppelleben                   | 4 | 2 |
| Taifun                            | 4 | 1 |
| Unser Leben mit Vater             | 4 | 0 |
| Das Wunder von Manhattan          | 4 | 3 |
| Es begann in Schneiders Opernhaus | 3 | 1 |
| Jagd nach Millionen               | 3 | 1 |
| Die Farmerstochter                | 2 | 1 |
| Onkel Remus’ Wunderland           | 2 | 1 |
| Die schwarze Narzisse             | 2 | 2 |
| Smash-Up: The Story of a Woman    | 2 | 0 |
| Der Todeskuß                      | 2 | 0 |
| Trauer muss Elektra tragen        | 2 | 0 |

## Moderation
Agnes Moorehead und Dick Powell

## Nominierungen und Gewinner

### Bester Film
präsentiert von Fredric March
Tabu der Gerechten (Gentleman’s Agreement) – Darryl F. Zanuck
Geheimnisvolle Erbschaft (Great Expectations) – Ronald Neame
Im Kreuzfeuer (Crossfire) – Adrian Scott
Jede Frau braucht einen Engel (The Bishop’s Wife) – Samuel Goldwyn
Das Wunder von Manhattan (Miracle on 34th Street) – William Perlberg

### Beste Regie
präsentiert von Donald Crisp
Elia Kazan – Tabu der Gerechten (Gentleman’s Agreement)
George Cukor – Ein Doppelleben (A Double Life)
Edward Dmytryk – Im Kreuzfeuer (Crossfire)
Henry Koster – Jede Frau braucht einen Engel (The Bishop’s Wife)
David Lean – Geheimnisvolle Erbschaft (Great Expectations)

### Bester Hauptdarsteller
präsentiert von Olivia de Havilland
Ronald Colman – Ein Doppelleben (A Double Life)
John Garfield – Jagd nach Millionen (Body and Soul)
Gregory Peck – Tabu der Gerechten (Gentleman’s Agreement)
William Powell – Unser Leben mit Vater (Life with Father)
Michael Redgrave – Trauer muss Elektra tragen (Mourning Becomes Electra)

### Beste Hauptdarstellerin
präsentiert von Fredric March
Loretta Young – Die Farmerstochter (The Farmer’s Daughter)
Joan Crawford – Hemmungslose Liebe (Possessed)
Susan Hayward – Smash-Up: The Story of a Woman
Dorothy McGuire – Tabu der Gerechten (Gentleman’s Agreement)
Rosalind Russell – Trauer muss Elektra tragen (Mourning Becomes Electra)

### Bester Nebendarsteller
präsentiert von Anne Baxter
Edmund Gwenn – Das Wunder von Manhattan (Miracle on 34th Street)
Charles Bickford – Die Farmerstochter (The Farmer’s Daughter)
Thomas Gomez – Reite auf dem rosa Pferd (Ride the Pink Horse)
Robert Ryan – Im Kreuzfeuer (Crossfire)
Richard Widmark – Der Todeskuß (Kiss of Death)

### Beste Nebendarstellerin
präsentiert von Donald Crisp
Celeste Holm – Tabu der Gerechten (Gentleman’s Agreement)
Ethel Barrymore – Der Fall Paradin (The Paradine Case)
Gloria Grahame – Im Kreuzfeuer (Crossfire)
Marjorie Main – Das Ei und ich (The Egg and I)
Anne Revere – Tabu der Gerechten (Gentleman’s Agreement)

### Bestes Originaldrehbuch
präsentiert von George Murphy
Sidney Sheldon – So einfach ist die Liebe nicht (The Bachelor and the Bobby-Soxer)
Sergio Amidei, Adolfo Franci, Cesare Giulio Viola, Cesare Zavattini – Schuhputzer (Sciuscià)
Charlie Chaplin – Monsieur Verdoux – Der Frauenmörder von Paris (Monsieur Verdoux)
Ruth Gordon, Garson Kanin – Ein Doppelleben (A Double Life)
Abraham Polonsky – Jagd nach Millionen (Body and Soul)

### Bestes adaptiertes Drehbuch
präsentiert von Anne Baxter
George Seaton – Das Wunder von Manhattan (Miracle on 34th Streez)
Moss Hart – Tabu der Gerechten (Gentleman’s Agreement)
Anthony Havelock-Allan, David Lean, Ronald Neame – Geheimnisvolle Erbschaft (Great Expectations)
Richard Murphy – Bumerang (Boomerang!)
John Paxton – Im Kreuzfeuer (Crossfire)

### Beste Originalgeschichte
präsentiert von George Murphy
Valentine Davies – Das Wunder von Manhattan (Miracle on 34th Streez)
Frank Cavett, Dorothy Parker – Smash-Up: The Story of a Woman
Georges Chaperot, René Wheeler – Der Nachtigallenkäfig (La Cage aux rossignols)
Herbert Clyde Lewis, Frederick Stephani – Ein Leben wie ein Millionär (It Happened on 5th Avenue)
Eleazar Lipsky – Der Todeskuß (Kiss of Death)

### Beste Kamera (Schwarzweißfilm)
präsentiert von Agnes Moorehead und Anne Baxter
Guy Green – Geheimnisvolle Erbschaft (Great Expectations)
George J. Folsey – Taifun (Green Dolphin Street)
Charles Lang – Ein Gespenst auf Freiersfüßen (The Ghost and Mrs. Muir)

### Beste Kamera (Farbfilm)
präsentiert von Agnes Moorehead und Anne Baxter
Jack Cardiff – Die schwarze Narzisse (Black Narcissus)
Harry Jackson – Es begann in Schneiders Opernhaus (Mother Wore Tights)
J. Peverell Marley, William V. Skall – Unser Leben mit Vater (Life with Father)

### Bestes Szenenbild (Schwarzweißfilm)
präsentiert von Dick Powell
John Bryan, Wilfred Shingleton – Geheimnisvolle Erbschaft (Great Expectations)
Paul S. Fox, Thomas Little, Maurice Ransford, Lyle R. Wheeler – Eine Welt zu Füßen (The Foxes of Harrow)

### Bestes Szenenbild (Farbfilm)
präsentiert von Dick Powell
Alfred Junge – Die schwarze Narzisse (Black Narcissus)
Robert M. Haas, George James Hopkins – Unser Leben mit Vater (Life with Father)

### Beste Filmmusik (Drama/Komödie)
präsentiert von Larry Parks
Miklós Rózsa – Ein Doppelleben (A Double Life)
Hugo Friedhofer – Jede Frau braucht einen Engel (The Bishop’s Wife)
Alfred Newman – Der Hauptmann von Kastilien (Captain from Castile)
David Raksin – Amber, die große Kurtisane (Forever Amber)
Max Steiner – Unser Leben mit Vater (Life with Father)

### Beste Filmmusik (Musikfilm)
präsentiert von Larry Parks
Alfred Newman – Es begann in Schneiders Opernhaus (Mother Wore Tights)
Daniele Amfitheatrof, Paul J. Smith, Charles Wolcott – Onkel Remus’ Wunderland (Song of the South)
Robert Emmett Dolan – Der Weg nach Rio (Road to Rio)
Johnny Green – Mexikanische Nächte (Fiesta)
Ray Heindorf, Max Steiner – My Wild Irish Rose

### Bester Song
präsentiert von Dinah Shore
„Zip-a-Dee-Doo-Dah“ aus Onkel Remus’ Wunderland (Song of the South) – Ray Gilbert, Allie Wrubel
„A Gal in Calico“ aus Der Himmel voller Geigen (The Time, the Place and the Girl) – Leo Robin, Arthur Schwartz
„I Wish I Didn’t Love You So“ aus Pauline, laß das Küssen sein (The Perils of Pauline) – Frank Loesser
„Pass That Peace Pipe“ aus Good News – Ralph Blane, Roger Edens, Hugh Martin
„You Do“ aus Es begann in Schneiders Opernhaus (Mother Wore Tights) – Mack Gordon, Josef Myrow

### Bester Schnitt
präsentiert von Anne Baxter
Francis D. Lyon, Robert Parrish – Jagd nach Millionen (Body and Soul)
Monica Collingwood – Jede Frau braucht einen Engel (The Bishop’s Wife)
Harmon Jones – Tabu der Gerechten (Gentleman’s Agreement)
Fergus McDonell – Ausgestoßen (Odd Man Out)
George White – Taifun (Green Dolphin Street)

### Bester Ton
präsentiert von Larry Parks
Gordon Sawyer – Jede Frau braucht einen Engel (The Bishop’s Wife)
Douglas Shearer – Taifun (Green Dolphin Street)
Jack Whitney – Geheimagent T (T-Men)

### Beste visuelle Effekte
präsentiert von Larry Parks
A. Arnold Gillespie, Warren Newcombe, Douglas Shearer, Michael Steinore – Taifun (Green Dolphin Street)
George Dutton, Farciot Edouart, Devereaux Jennings, Gordon Jennings, W. Wallace Kelley, Paul K. Lerpae – Die Unbesiegten (Unconquered)

### Bester Kurzfilm (1 Filmrolle)
präsentiert von Shirley Temple
Goodbye, Miss Turlock – Herbert Moulton
Brooklyn, U.S.A. – Thomas Mead
Moon Rockets – Jerry Fairbanks
Now You See It – Pete Smith
So You Want to Be in Pictures – Gordon Hollingshead

### Bester Kurzfilm (2 Filmrollen)
präsentiert von Shirley Temple
Climbing the Matterhorn – Irving Allen
Champagne for Two – Harry Grey
Fight of the Wild Stallions – Thomas Mead
Give Us the Earth! – Herbert Morgan
A Voice Is Born – Ben K. Blake

### Bester Kurzfilm (Cartoon)
präsentiert von Shirley Temple
Sylvester zieht den Kürzeren (Tweetie Pie) – Eddie Selzer
Donald, der Nußdieb (Chip an’ Dale) – Walt Disney
Geiz macht klein und hässlich (Dr. Jekyll and Mr. Mouse) – Fred Quimby
Pluto singt den Blues (Pluto’s Blue Note) – Walt Disney
Tubby the Tuba – George Pal

### Bester Dokumentarkurzfilm
präsentiert von Shirley Temple
First Steps – United Nations Division of Films and Visual Education
Passport to Nowhere – Frederic Ullman Jr.
School in the Mailbox – Australian News and Information Bureau

### Bester Dokumentarfilm
präsentiert von Shirley Temple
Design for Death – Richard Fleischer, Sid Rogell, Theron Warth
Journey Into Medicine – U.S. Department of State, Office of Information and Educational Exchange
The World Is Rich – Paul Rotha

## Ehren-Oscars

### Ehrenoscar
präsentiert von Jean Hersholt
Schuhputzer (Sciuscià)
Bill and Coo
William Nicholas Selig, Albert E. Smith, George K. Spoor, Thomas Armat
präsentiert von Ingrid Bergman
James Baskett – Onkel Remus’ Wunderland (Song of the South)

### Scientific and Engineering Award
präsentiert von Robert Montgomery
Charles R. Daily
Charles Crawford Davis

### Technical Achievement Award
präsentiert von Robert Montgomery
Farciot Edouart, Charles R. Daily, Hal Corl, H. G. Cartwright
James Gibbons
Nathan Levinson
Fred Ponedel
Kurt Singer